# Martin Rechsteiner
Martin Rechsteiner (Altstätten, 15 febbraio 1989) è un ex calciatore svizzero naturalizzato liechtensteinese, di ruolo difensore.

## Carriera

### Nazionale
Nel 2008 debutta con la Nazionale liechtensteinese.

## Statistiche

### Cronologia presenze e reti in nazionale
| Cronologia completa delle presenze e delle reti in nazionale ― Liechtenstein | Cronologia completa delle presenze e delle reti in nazionale ― Liechtenstein | Cronologia completa delle presenze e delle reti in nazionale ― Liechtenstein | Cronologia completa delle presenze e delle reti in nazionale ― Liechtenstein | Cronologia completa delle presenze e delle reti in nazionale ― Liechtenstein | Cronologia completa delle presenze e delle reti in nazionale ― Liechtenstein | Cronologia completa delle presenze e delle reti in nazionale ― Liechtenstein | Cronologia completa delle presenze e delle reti in nazionale ― Liechtenstein |
| Data                                                                         | Città                                                                        | In casa                                                                      | Risultato                                                                    | Ospiti                                                                       | Competizione                                                                 | Reti                                                                         | Note                                                                         |
| ---------------------------------------------------------------------------- | ---------------------------------------------------------------------------- | ---------------------------------------------------------------------------- | ---------------------------------------------------------------------------- | ---------------------------------------------------------------------------- | ---------------------------------------------------------------------------- | ---------------------------------------------------------------------------- | ---------------------------------------------------------------------------- |
| 20-3-2008                                                                    | Attard                                                                       | Malta                                                                        | 7 – 1                                                                        | Liechtenstein                                                                | Amichevole                                                                   | -                                                                            | 64’                                                                          |
| 12-8-2009                                                                    | Vaduz                                                                        | Liechtenstein                                                                | 0 – 3                                                                        | Portogallo                                                                   | Amichevole                                                                   | -                                                                            | 45’                                                                          |
| 5-9-2009                                                                     | San Pietroburgo                                                              | Russia                                                                       | 3 – 0                                                                        | Liechtenstein                                                                | Qual. Mondiali 2010                                                          | -                                                                            |                                                                              |
| 9-9-2009                                                                     | Vaduz                                                                        | Liechtenstein                                                                | 1 – 1                                                                        | Finlandia                                                                    | Qual. Mondiali 2010                                                          | -                                                                            |                                                                              |
| 10-10-2009                                                                   | Vaduz                                                                        | Liechtenstein                                                                | 0 – 2                                                                        | Azerbaigian                                                                  | Qual. Mondiali 2010                                                          | -                                                                            | 89’                                                                          |
| 14-10-2009                                                                   | Vaduz                                                                        | Liechtenstein                                                                | 0 – 2                                                                        | Galles                                                                       | Qual. Mondiali 2010                                                          | -                                                                            |                                                                              |
| 19-11-2009                                                                   | Vinkovci                                                                     | Croazia                                                                      | 5 – 0                                                                        | Liechtenstein                                                                | Amichevole                                                                   | -                                                                            |                                                                              |
| 11-8-2010                                                                    | Reykjavík                                                                    | Islanda                                                                      | 1 – 1                                                                        | Liechtenstein                                                                | Amichevole                                                                   | -                                                                            | 46’                                                                          |
| 3-9-2010                                                                     | Vaduz                                                                        | Liechtenstein                                                                | 0 – 4                                                                        | Spagna                                                                       | Qual. Euro 2012                                                              | -                                                                            | 45’                                                                          |
| 7-9-2010                                                                     | Glasgow                                                                      | Scozia                                                                       | 2 – 1                                                                        | Liechtenstein                                                                | Qual. Euro 2012                                                              | -                                                                            | 68’                                                                          |
| 12-10-2010                                                                   | Vaduz                                                                        | Liechtenstein                                                                | 0 – 2                                                                        | Rep. Ceca                                                                    | Qual. Euro 2012                                                              | -                                                                            |                                                                              |
| 17-10-2010                                                                   | Tallinn                                                                      | Estonia                                                                      | 1 – 1                                                                        | Liechtenstein                                                                | Amichevole                                                                   | -                                                                            |                                                                              |
| 29-3-2011                                                                    | České Budějovice                                                             | Rep. Ceca                                                                    | 2 – 0                                                                        | Liechtenstein                                                                | Qual. Euro 2012                                                              | -                                                                            | Ammonizione                                                                  |
| 10-8-2011                                                                    | Vaduz                                                                        | Liechtenstein                                                                | 1 – 2                                                                        | Svizzera                                                                     | Amichevole                                                                   | -                                                                            |                                                                              |
| 2-9-2011                                                                     | Kaunas                                                                       | Lituania                                                                     | 0 – 0                                                                        | Liechtenstein                                                                | Qual. Euro 2012                                                              | -                                                                            |                                                                              |
| 6-9-2011                                                                     | Logroño                                                                      | Spagna                                                                       | 6 – 0                                                                        | Liechtenstein                                                                | Qual. Euro 2012                                                              | -                                                                            |                                                                              |
| 8-10-2011                                                                    | Vaduz                                                                        | Liechtenstein                                                                | 0 – 1                                                                        | Scozia                                                                       | Qual. Euro 2012                                                              | -                                                                            |                                                                              |
| 11-11-2011                                                                   | Budapest                                                                     | Ungheria                                                                     | 5 – 0                                                                        | Liechtenstein                                                                | Amichevole                                                                   | -                                                                            | 51’                                                                          |
| 29-2-2012                                                                    | Attard                                                                       | Malta                                                                        | 2 – 1                                                                        | Liechtenstein                                                                | Amichevole                                                                   | -                                                                            | 84’                                                                          |
| 5-9-2015                                                                     | Podgorica                                                                    | Montenegro                                                                   | 2 – 0                                                                        | Liechtenstein                                                                | Qual. Euro 2016                                                              | -                                                                            |                                                                              |
| 8-9-2015                                                                     | Vaduz                                                                        | Liechtenstein                                                                | 0 – 7                                                                        | Russia                                                                       | Qual. Euro 2016                                                              | -                                                                            |                                                                              |
| 9-10-2015                                                                    | Vaduz                                                                        | Liechtenstein                                                                | 0 – 2                                                                        | Svezia                                                                       | Qual. Euro 2016                                                              | -                                                                            | 90’                                                                          |
| 12-10-2015                                                                   | Vienna                                                                       | Austria                                                                      | 3 – 0                                                                        | Liechtenstein                                                                | Qual. Euro 2016                                                              | -                                                                            |                                                                              |
| 23-3-2016                                                                    | Gibilterra                                                                   | Gibilterra                                                                   | 0 – 0                                                                        | Liechtenstein                                                                | Amichevole                                                                   | -                                                                            |                                                                              |
| 28-3-2016                                                                    | Marbella                                                                     | Liechtenstein                                                                | 2 – 3                                                                        | Fær Øer                                                                      | Amichevole                                                                   | -                                                                            |                                                                              |
| 6-6-2016                                                                     | Reykjavík                                                                    | Islanda                                                                      | 4 – 0                                                                        | Liechtenstein                                                                | Amichevole                                                                   | -                                                                            |                                                                              |
| 31-8-2016                                                                    | Horsens                                                                      | Danimarca                                                                    | 5 – 0                                                                        | Liechtenstein                                                                | Amichevole                                                                   | -                                                                            |                                                                              |
| 5-9-2016                                                                     | León                                                                         | Spagna                                                                       | 8 – 0                                                                        | Liechtenstein                                                                | Qual. Mondiali 2018                                                          | -                                                                            | 71’                                                                          |
| 6-10-2016                                                                    | Vaduz                                                                        | Liechtenstein                                                                | 0 – 2                                                                        | Albania                                                                      | Qual. Mondiali 2018                                                          | -                                                                            | 46’                                                                          |
| 9-10-2016                                                                    | Gerusalemme                                                                  | Israele                                                                      | 2 – 1                                                                        | Liechtenstein                                                                | Qual. Mondiali 2018                                                          | -                                                                            |                                                                              |
| 12-11-2016                                                                   | Vaduz                                                                        | Liechtenstein                                                                | 0 – 4                                                                        | Italia                                                                       | Qual. Mondiali 2018                                                          | -                                                                            |                                                                              |
| 24-3-2017                                                                    | Vaduz                                                                        | Liechtenstein                                                                | 0 – 3                                                                        | Macedonia del Nord                                                           | Qual. Mondiali 2018                                                          | -                                                                            | 78’                                                                          |
| 7-6-2017                                                                     | Turku                                                                        | Finlandia                                                                    | 1 – 1                                                                        | Liechtenstein                                                                | Amichevole                                                                   | -                                                                            | 81’                                                                          |
| 11-6-2017                                                                    | Udine                                                                        | Italia                                                                       | 5 – 0                                                                        | Liechtenstein                                                                | Qual. Mondiali 2018                                                          | -                                                                            |                                                                              |
| 25-3-2018                                                                    | -                                                                            | Fær Øer                                                                      | 3 – 0                                                                        | Liechtenstein                                                                | Amichevole                                                                   | -                                                                            | 80’                                                                          |
| 6-9-2018                                                                     | Erevan                                                                       | Armenia                                                                      | 2 – 1                                                                        | Liechtenstein                                                                | UEFA Nations League 2018-2019 - 1º turno                                     | -                                                                            | 68’ 80’                                                                      |
| 13-10-2018                                                                   | Skopje                                                                       | Macedonia del Nord                                                           | 4 – 1                                                                        | Liechtenstein                                                                | UEFA Nations League 2018-2019 - 1º turno                                     | -                                                                            |                                                                              |
| 16-11-2018                                                                   | Vaduz                                                                        | Liechtenstein                                                                | 0 – 2                                                                        | Macedonia del Nord                                                           | UEFA Nations League 2018-2019 - 1º turno                                     | -                                                                            |                                                                              |
| 19-11-2018                                                                   | Vaduz                                                                        | Liechtenstein                                                                | 2 – 2                                                                        | Armenia                                                                      | UEFA Nations League 2018-2019 - 1º turno                                     | -                                                                            | 59’                                                                          |
| 23-3-2019                                                                    | Vaduz                                                                        | Liechtenstein                                                                | 0 – 2                                                                        | Grecia                                                                       | Qual. Euro 2020                                                              | -                                                                            |                                                                              |
| 11-6-2019                                                                    | Vaduz                                                                        | Liechtenstein                                                                | 0 – 2                                                                        | Finlandia                                                                    | Qual. Euro 2020                                                              | -                                                                            |                                                                              |
| 5-9-2019                                                                     | Zenica                                                                       | Bosnia ed Erzegovina                                                         | 5 – 0                                                                        | Liechtenstein                                                                | Qual. Euro 2020                                                              | -                                                                            |                                                                              |
| 8-9-2019                                                                     | Atene                                                                        | Grecia                                                                       | 1 – 1                                                                        | Liechtenstein                                                                | Qual. Euro 2020                                                              | -                                                                            | 82’                                                                          |
| 12-10-2019                                                                   | Vaduz                                                                        | Liechtenstein                                                                | 1 – 1                                                                        | Armenia                                                                      | Qual. Euro 2020                                                              | -                                                                            |                                                                              |
| 15-10-2019                                                                   | Vaduz                                                                        | Liechtenstein                                                                | 0 – 5                                                                        | Italia                                                                       | Qual. Euro 2020                                                              | -                                                                            | 2’                                                                           |
| 15-11-2019                                                                   | Helsinki                                                                     | Finlandia                                                                    | 3 – 0                                                                        | Liechtenstein                                                                | Qual. Euro 2020                                                              | -                                                                            |                                                                              |
| 18-11-2019                                                                   | Vaduz                                                                        | Liechtenstein                                                                | 0 – 3                                                                        | Bosnia ed Erzegovina                                                         | Qual. Euro 2020                                                              | -                                                                            |                                                                              |
| Totale                                                                       |                                                                              | Presenze                                                                     | 47                                                                           |                                                                              | Reti                                                                         | 0                                                                            |                                                                              |